# Руднихино
Руднихино — деревня в Опочецком районе Псковской области. Входит в состав Глубоковской волости.
Расположена на южном побережье озера Каменное, в 35 км к востоку от города Опочка и в 6 км к востоку от волостного центра, деревни Глубокое.
Численность населения по состоянию на 2000 год составляла 13 человек.